# Johann Friedrich Christian Hessel
Johann Friedrich Christian Hessel (ur. 27 kwietnia 1796 w Norymberdze, zm. 3 czerwca 1872 w Marburgu) – niemiecki krystalograf, od 1821 r. profesor Uniwersytetu w Marburgu. W 1830 r. podał dowód istnienia 32 klas krystalograficznych.
Studiował medycynę od 1813 r. w Erlangen, od 1814 r. w Würzburgu (gdzie w 1817 r. uzyskał doktorat). W 1818 r. przeniósł się do Heidelbergu. Tam, oprócz wizyt w klinice, studiował również chemię w szczególności krystalografię. Po uzyskaniu doktoratu (1821) poświęcił się całkowicie mineralogii i habilitował się w Heidelbergu w 1821 r. W tym samym roku został mianowany profesorem nadzwyczajnym mineralogii, górnictwa i metalurgii w Marburgu, gdzie w 1825 r. awansował na profesora zwyczajnego i pracował aż do śmierci.